# Robert G. Vignola
Pour les articles homonymes, voir Vignola (homonymie).
Robert G. Vignola, né Rocco Giuseppe Vignola le 5 août 1882 à Trivigno et mort le 25 octobre 1953 à Hollywood, est un réalisateur, acteur et scénariste italo-américain. Il est parmi les acteurs et réalisateurs les plus prolifiques du cinéma muet.

## Biographie
Vignola déménage avec sa famille à New York à trois ans. À 19 ans, il fait ses débuts d'acteur dans un spectacle théâtral sur Roméo et Juliette, en jouant avec Eleanor Robson Belmont et Kyrle Bellew.
Il commence sa carrière cinématographique en 1906 avec le court métrage La Main noire, dirigé par Wallace McCutcheon et produit par la Biograph Company. Son rôle le plus connu est celui de Judas Iscariote dans le film De la crèche à la croix (1912) de Sidney Olcott.
Parmi ses films comme réalisateur sont mentionnés The Vampire (1913), l'un des premiers films sur le phénomène de la femme fatale, Sur les marches d'un trône (When Knighthood Was in Flower) (1922), considéré par la critique comme l'un des meilleurs films de l'année, et Déclassé (1925) avec l'apparition non crédité de Clark Gable.
Avec l'avènement du parlant, la carrière de Vignola commence à décliner et, après avoir produit quelques films sonores, il abandonne l'activité cinématographique.

## Filmographie

### Comme acteur
- 1906 : La Main noire (The Black Hand)
- 1907 : Pony Express
- 1908 : Over the Hill to the Poorhouse
- 1908 : The Kentuckian
- 1908 : The Fight for Freedom de D. W. Griffith et Wallace McCutcheon Jr.
- 1909 : The Cardboard Baby
- 1910 : The Further Adventures of the Spy Girl
- 1910 : The Navajo's Bride :
- 1910 : A Colonial Belle
- 1910 : The Conspiracy of Pontiac
- 1910 : The Lad from Old Ireland : l'agent électoral
- 1910 : When Lovers Part : la servante noire
- 1910 : The Girl Spy Before Vicksburg
- 1910 : The Stranger
- 1911 : For Love of an Enemy
- 1911 : Her Chum's Brother
- 1911 : Little Sister
- 1911 : A War Time Escape
- 1911 : The Carnival
- 1911 : La Forteresse roulante ou l'Attaque du train 62 (The Railroad Raiders of '62)
- 1911 : Rory O'Mores (Rory O'More) : Black William
- 1911 : La Colleen Bawn (The Colleen Bawn): Mr. Corrigan
- 1911 : Un patriote irlandais (Arrah-na-Pogue) : Michael Feeny
- 1912 : O'Neill (The O'Neill) de Sidney Olcott
- 1912 : Sa mère (His Mother) de Sidney Olcott : le prêtre
- 1912 : You Remember Ellen
- 1912 : The Fighting Dervishes of the Desert
- 1912 : Missionaries in Darkest Africa
- 1912 : An Arabian Tragedy
- 1912 : Une tragédie du désert (Tragedy of the Desert)
- 1912 : A Prisoner of the Harem
- 1912 : De la crèche à la croix (From the Manger to the Cross) de Sidney Olcott : Judas
- 1912 : Ireland, the Oppressed
- 1913 : The Wives of Jamestown
- 1913 : A Sawmill Hazard
- 1913 : A Desperate Chance
- 1913 : The Prosecuting Attorney
- 1913 : Lady Peggy's Escape
- 1913 : The Peril of the Dance Hall
- 1913 : The Message of the Palms
- 1913 : The War Correspondent
- 1913 : Prisoners of War
- 1913 : The Scimitar of the Prophet
- 1913 : The Fire-Fighting Zouaves
- 1913 : The Alien
- 1913 : The River Pirates
- 1913 : Shenandoah
- 1913 : The Hardest Way
- 1913 : The Vampire
- 1913 : The Octoroon
- 1914 : The Show Girl's Glove
- 1914 : The Hand of Fate
- 1914 : The Devil's Dansant
- 1914 : Into the Depths
- 1914 : The Dancer
- 1914 : The False Guardian
- 1914 : The Menace of Fate
- 1914 : A Midnight Tragedy
- 1915 : The Scorpion's Sting
- 1915 : The Stolen Ruby
- 1915 : In the Hands of the Jury
- 1915 : The Siren's Reign
- 1915 : The Crooked Path
- 1915 : The Maker of Dreams
- 1915 : The Vanderhoff Affair : Dr Luchow

### Comme réalisateur
- 1911 : Arizona Bill
- 1913 : A Virginia Feud
- 1913 : The Message of the Palms
- 1913 : The War Correspondent
- 1913 : The Vampire
- 1914 : Her Husband's Friend
- 1914 : The Hand Print Mystery
- 1914 : The Shadow
- 1914 : The Cabaret Dancer
- 1914 : The Dance of Death
- 1914 : The Show Girl's Glove
- 1914 : Through the Flames
- 1914 : In Wolf's Clothing
- 1914 : The Vampire's Trail
- 1914 : The Storm at Sea
- 1914 : The Hand of Fate
- 1914 : The Devil's Dansant
- 1914 : Into the Depths
- 1914 : Barefoot Boy
- 1914 : The Dancer
- 1914 : Seed and the Harvest
- 1914 : The False Guardian
- 1914 : The Menace of Fate
- 1914 : A Midnight Tragedy
- 1914 : Man of Iron
- 1914 : Her Bitter Lesson
- 1914 : The Mystery of the Yellow Sunbonnet
- 1914 : The Hate That Withers
- 1915 : The Scorpion's Sting
- 1915 : The Stolen Ruby
- 1915 : In the Hands of the Jury
- 1915 : Barriers Swept Aside
- 1915 : The Siren's Reign
- 1915 : The Haunted House of Wild Isle
- 1915 : The Destroyer
- 1915 : A Sister's Burden
- 1915 : The Haunting Fear
- 1915 : Honor Thy Father
- 1915 : The Crooked Path
- 1915 : Don Caesar de Bazan
- 1915 : The Maker of Dreams
- 1915 : The Vanderhoff Affair
- 1915 : The Pretenders
- 1915 : The Luring Lights
- 1916 : The Black Crook
- 1916 : The Spider
- 1916 : Audrey
- 1916 : La Coupe et la Lie (The Moment Before)
- 1916 : The Evil Thereof
- 1916 : Under Cover
- 1916 : The Reward of Patience
- 1916 : Seventeen
- 1917 : Les Grandes Espérances (Great Expectations)
- 1917 : The Fortunes of Fifi
- 1917 : Her Better Self
- 1917 : Sacrifice maternel (The Love That Lives)
- 1917 : Double Crossed (en)
- 1917 : The Hungry Heart
- 1918 : Madame Jealousy
- 1918 : The Knife
- 1918 : The Reason Why
- 1918 : The Claw
- 1918 : The Savage Woman
- 1918 : Le Sauveur  (The Girl Who Came Back)
- 1918 : Women's Weapons
- 1919 : Vicky Van
- 1919 : You Never Saw Such a Girl
- 1919 : The Winning Girl
- 1919 : Experimental Marriage
- 1919 : The Home Town Girl
- 1919 : The Woman Next Door
- 1919 : Un faux pas (An Innocent Adventuress)
- 1919 : Louisiana (en)
- 1919 : The Heart of Youth
- 1919 : The Third Kiss (en)
- 1919 : Monsieur mon mari (His Official Fiancée)
- 1919 : Le Serpent (More Deadly Than the Male)
- 1920 : L'Obstacle (The Thirteenth Commandment)
- 1920 : The World and His Wife
- 1921 : La Naufragée (The Woman God Changed)
- 1921 : The Passionate Pilgrim
- 1921 : Straight Is the Way
- 1921 : Enchantement (Enchantment)
- 1922 : Régina (Beauty's Worth)
- 1922 : La Vierge folle (The Young Diana)
- 1922 : Sur les marches d'un trône (When Knighthood Was in Flower)
- 1923 : Adam and Eva
- 1924 : Yolanda
- 1924 : Duel de femmes (Married Flirts)
- 1925 : Déclassé
- 1925 : The Way of a Girl
- 1926 : Fifth Avenue
- 1927 : La Danseuse de minuit (Cabaret)
- 1928 : Tropic Madness
- 1929 : Infamie (The Red Sword)
- 1933 : Rêves brisés (Broken Dreams)
- 1934 : La Lettre écarlate (The Scarlet Letter)
- 1935 : The Perfect Clue
- 1937 : Miss Scotland Yard (en) (The Girl from Scotland Yard)

### Comme scénariste
- 1914 : The Beast
- 1914 : The Vampire's Trail
- 1914 : Barefoot Boy
- 1915 : Don Caesar de Bazan